# Ekstraliga słowacka w unihokeju mężczyzn 2004/2005
Ekstraliga słowacka w unihokeju mężczyzn 2004/2005 – 4. edycja najwyższych w hierarchii rozgrywek ligowych słowacki klubowego unihokeja. W sezonie zasadniczym rozegrano 16 kolejek spotkań. Mistrzostwo zdobył klub HKL-MJM Petržalka.

## Sezon zasadniczy
| Poz. | Drużyna                            | M  | Z  | R | P  | B+  | B-  | +/-  | Pkt |
| ---- | ---------------------------------- | -- | -- | - | -- | --- | --- | ---- | --- |
| 1    | HKL-MJM Petržalka                  | 16 | 15 | 0 | 1  | 147 | 148 | +99  | 30  |
| 2    | ŠK FBC Dragons Ružinov Bratislava  | 16 | 13 | 0 | 3  | 154 | 40  | +114 | 26  |
| 3    | ATU Košice                         | 16 | 10 | 1 | 5  | 160 | 56  | +104 | 21  |
| 4    | FBC Grasshoppers Slávia ŽU Žilina  | 16 | 9  | 1 | 6  | 142 | 75  | +67  | 19  |
| 5    | VŠK FTVŠ Hurikán Bratislava        | 16 | 9  | 1 | 6  | 108 | 59  | +49  | 19  |
| 6    | ŠK Juventa Žilina                  | 16 | 7  | 1 | 8  | 104 | 75  | +29  | 15  |
| 7    | ŠK Gaudeamus Gladiators Bratislava | 16 | 4  | 0 | 12 | 40  | 164 | -140 | 8   |
| 8    | ŠK DFA Nitra                       | 16 | 2  | 0 | 14 | 91  | 194 | -103 | 4   |
| 9    | ŠK Lido Bratislava                 | 16 | 0  | 0 | 16 | 36  | 271 | -235 | 0   |